# Euphra…n
Euphra…n ist der Teil einer Namenssignatur eines im 6. Jahrhundert v. Chr. in Halai (Zentralgriechenland) tätigen griechischen Vasenmalers des schwarzfigurigen Stils. Er arbeitete mit dem Töpfer Epopheles zusammen, für den er einen Skyphos mit zahlreichen Tieren bemalte, der sich heute im Archäologischen Museum Fthiotida in Lamia (Inv.-Nr. H91-648) befindet. Dabei handelt es sich um die eher schlichte Malerei eines lokalen Künstlers, der sich an zeitgleichen korinthischen Vorbildern orientierte.

## Quelle
- Matthias Steinhart: Epopheles. In: Rainer Vollkommer (Hrsg.): Künstlerlexikon der Antike. Band 1: A–K. Saur, München/Leipzig 2001, ISBN 3-598-11413-3, S. 212.

| Personendaten    | Personendaten           |
| ---------------- | ----------------------- |
| NAME             | Euphra…n                |
| KURZBESCHREIBUNG | griechischer Vasenmaler |
| GEBURTSDATUM     | 6. Jahrhundert v. Chr.  |
| STERBEDATUM      | 6. Jahrhundert v. Chr.  |